# Устаджлы
Устаджлы также Устаджлу (азерб. Ustaclı или Ustaclı eli) — крупнейшее тюркское племенное объединение, входившее в состав кызылбашской племенной конфедерации. Своё происхождение ведут от одного из 24-х огузских племён Бейдели (иногда Бегдили). Племя Устаджлы и выходцы из него являлись столпами державы в Сефевидском государстве, занимая важнейшие государственные посты. Одно из важных шахсевенских племён. 

## История
Происхождение племени Устаджлы связывают с огузским племенем Бейдили, которое переселилось из Центральной Азии в эпоху сельджукских завоеваний, и поселилось на территории от Астрабада до Сирии. В XIII веке, под давлением монголов часть племени Бейдели переселилась в Сирию, а большая часть в пределы Анатолии. Там в течение последующих веков, большая часть родов племени Бейдили, составила племенной союз Улу Йюрюк (Великий Юрюк), кочевых племён Восточной Анатолии. Название устаджлы, происходит от имени одного из племенных эмиров Устаджа-оглу Мухаммед-хана. Он как и его соплеменники приняли учение шейхов ордена Сефевийе, став их мюридами. Все родовые подразделения племенного объединения Великий Йюрюк (тамышлы, чавушлу, асайышлы, кошкоглу, керемпа, йеганлы, шарафли и др.), принявшие власть Устаджа-оглу Мухаммед-хана и вместе с ним поступившие на службу к сефевидским шейхам, стали называться устаджлы, и были в числе первых семи племен образовавших племенную конфедерацию кызылбашей, под главенством ордена Сефевийе.

### При Сефевидах
Устаджлы были родом из Сиваса. Участвуя во всех военных кампаниях Сефевидов, начиная со времен шейха Джунейда, племя Устаджлу обрело большую власть в составе кызылбашского племенного союза. Управляя самым крупным кызылбашским племенем, главы племени стали одними из столпов державы Сефевидов. В качестве наследственного улька племени было выделана область Чухур-Саад, крупные владения для оймаков они получили в Иранском Азербайджане.
Орудж-бек Баят, посол дипломатической миссии Сефевидов ко двору испанского короля, более известный как Дон Жуан Персидский в своём произведении так описал роль и значение племени Устаджлу:
Начнем с Устаджлу - главного клана, большинство их - любимые слуги шаха, и они всегда занимают высокие и почётные посты при его особе.
После смерти шаха Тахмаспа I Сефевидское государство оказалось в кризисном состоянии, связанным с борьбой за трон его наследников. Кратковременное правление Исмаила II, и слабовольного Мухаммада Худабенде ещё больше ввергло Сефевидское государство в состояние глубочайшего кризиса, что привело к борьбе между кызылбашскими племенами за власть над страной, и фактическому распаду страны. Этот период ознаменовался войной между племенами Устаджлу и Шамлу. Конец феодальной анархии положил вступивший на трон Аббас I. Путём множества реформ он, если не лишив племенных эмиров власти, то значительно урезав их полномочия и власть, полностью подчинил себе кызылбашские племена. Племя устаджлы, также в основе своей оторванное от личной власти ханов, было подчинено напрямую шаху, и включено в новую военно-племенную организацию, шахскую гвардию шахсеванов. 
Являлись одним из главных шахсевенских племён, остатки их все ещё можно найти в Анатолии и в окрестностях города Губа (Азербайджан).